# Natalie Wilczek
Natalie Wilczek (* 9. März 2000 in Schwedt/Oder) ist eine deutsche Volleyballspielerin.

## Karriere
Wilczek spielte als Jugendliche beim TSV Blau-Weiß 65 Schwedt und später beim Volleyballzentrum Uckermark. 2014 kam sie zum SC Potsdam. Zunächst spielte die Schülerin in der Nachwuchsmannschaft des Vereins. Seit der Saison 2017/18 gehörte die Mittelblockerin zum Potsdamer Bundesliga-Kader, bevor sie zur Saison 2022/23 zum Ligakonkurrenten Schwarz-Weiss Erfurt wechselte.